# Barfleur
Barfleur település Franciaországban, Manche megyében. Lakosainak száma 545 fő (2022. január 1.). Barfleur Gatteville-le-Phare és Montfarville községekkel határos.

## Népesség
A település népességének változása:
| Lakosok száma | 837  | 619  | 642  | 644  | 621  | 579  | 570  | 564  | 553  | 545  |
|               | 1968 | 1982 | 1999 | 2006 | 2013 | 2015 | 2017 | 2018 | 2020 | 2022 |